# Давід Сорія
Давід Сорія (ісп. David Soria, нар. 4 квітня 1993, Мадрид) — іспанський футболіст, воротар клубу «Хетафе».
Переможець Ліги Європи. 

## Ігрова кар'єра
Народився 4 квітня 1993 року в місті Мадрид. Вихованець юнацьких команд футбольних клубів «Реал Мадрид», «Атлетіко» та «Реал Мадрид».
У дорослому футболі дебютував 2013 року виступами за команду «Севілья Атлетіко», а за два роки був переведений до основної команди «Севільї», де протягом трьох сезонів був здебільшого резервним голкіпером в іграх іспанської першості, натомість маючи регулярну ігрову практику в кубкових змаганнях. Зокрема був основним гравцем команди в матчах переможної для неї Ліги Європи УЄФА 2015-2016.
2018 року приєднався до «Хетафе», де став основним воротарем команди.

## Титули і досягнення
- Переможець Ліги Європи (1):

«Севілья»: 2015-2016